# Michel Veyronnet
Michel Veyronnet (né le 17 juillet 1957 à Déville-lès-Rouen) est un entraîneur français de basket-ball.

## Biographie
Originaire de Rouen, Michel Veyronnet a été entraîneur d'équipe professionnelle de basket dans 2 clubs :
- ALM Évreux Basket (1993-1995)
- SPO Rouen Basket (1996-2012)

Avant son départ pour l'ALM Évreux, il a entraîné les femmes du SPO en National 1 poule B, pour ensuite les faire évoluer en poule A.
Entraîneur du SPO Rouen, il a été désigné meilleur entraîneur de Pro B pour la saison 2007-2008.
Durant l'été 2021, il quitte son poste de manager de Rouen et devient directeur sportif de l'ASVEL Lyon-Villeurbanne.

## Palmarès
- entraîneur adjoint des All Stars Etrangers au All Star Game 1995
- entraîneur adjoint des All Stars Etrangers au All Star Game 2007
- meilleur entraîneur de Pro B en 2007-2008

### À Évreux
- Montée en Pro A (1995)

### À Rouen
- Champion de France de Nationale 3 (1998)
- Champion de France de Nationale 2 (2000)
- Champion de France de Nationale 1 (2003)
- Montée en Pro A en 2005-2006
- Montée en Pro A en 2007-2008

## Sources
- Alain Geslin, « Michel Veyronnet : Secrets d'une longévité », Paris Normandie, 7 novembre 2008 [lire en ligne]